# Pat Finn
Patrick Cassidy Finn, detto Pat (Evanston, 31 luglio 1965), è un attore statunitense.
Uno di sei fratelli, è nato a Evanson ma è cresciuto a Wilmette, dove ha frequentato la Loyola Academy. Nel 1987 si è laureato presso la Marquette University dopodiché si trasferisce a Chicago dove ha lavorato come venditore di birra per poi entrare alla Second City National Touring Company; nel 1992 inizia la sua carriera cinematografica.
Dal 1990 è sposato con Donna Crowley da cui ha avuto tre figli.

## Filmografia parziale

### Cinema
- Supercuccioli nello spazio (Space Buddies), regia di Robert Vince (2009)
- È complicato (It's Complicated), regia di Nancy Meyers (2009)

### Televisione
- Una famiglia del terzo tipo (3rd Rock from the Sun) - serie TV, 3 episodi (1998-2001)
- Friends - serie TV, 2 episodi (2000)
- La vita secondo Jim (According to Jim) - serie TV, 1 episodio (2002)
- Zack e Cody al Grand Hotel (The Suit Life of Zack and Cody) - serie TV, 1 episodio (2007)
- Dr. House - Medical Division (House, M.D.) - serie TV, episodio 7x06 (2010)
- Marvin Marvin - serie TV (2012-2013)
- 2 Broke Girls - serie TV, 1 episodio (2016)

## Doppiatori italiani
Nelle versioni in italiano delle opere in cui ha recitato, Pat Finn è stato doppiato da:
- Massimo Lodolo in Una famiglia del terzo tipo
- Antonio Sanna in Friends
- Saverio Indrio in Supercuccioli nello spazio
- Franco Mannella in È complicato
- Renato Cortesi in Zampa 2 - I cuccioli di Natale
- Roberto Stocchi in Dr. House - Medical Division
- Claudio Moneta in Marvin Marvin